# Holly Cook
Holly Cook Tanner (geboren um 1971) ist eine US-amerikanische ehemalige Eiskunstläuferin, die im Einzellauf startete.
Ihre beste Platzierung bei den US-amerikanischen Meisterschaften war der dritte Platz im Jahr 1990. Dieser berechtigte sie zu ihrer einzigen Weltmeisterschaftsteilnahme, im kanadischen Halifax. Dort gelang es ihr auf Anhieb völlig überraschend die Bronzemedaille zu gewinnen, hinter ihrer Landsfrau Jill Trenary und der Japanerin Midori Itō. Sie wurde von Chris Sherard trainiert.
Heute arbeitet Cook als Trainerin in Bountiful, Utah.

## Ergebnisse
| Wettbewerb / Jahr                | 1987 | 1988 | 1989 | 1990 | 1991 |
| -------------------------------- | ---- | ---- | ---- | ---- | ---- |
| Weltmeisterschaften              |      |      |      | 3.   |      |
| US-amerikanische Meisterschaften | 6.   | 4.   | 4.   | 3.   | 6.   |

| Personendaten    | Personendaten                               |
| ---------------- | ------------------------------------------- |
| NAME             | Cook, Holly                                 |
| ALTERNATIVNAMEN  | Cook Tanner, Holly (vollständiger Name)     |
| KURZBESCHREIBUNG | US-amerikanische ehemalige Eiskunstläuferin |
| GEBURTSDATUM     | um 1971                                     |